# Gheorghe Postică
Gheorghe Postică (n. 22 ianuarie 1954, satul Mereni, raionul Anenii Noi), arheolog, istoric medievist și muzeograf din Republica Moldova, profesor universitar (2009), doctor habilitat (2007), membru de onoare al Academiei Române (2024), membru de onoare al Institutului de Arheologice al Academiei Române, filiala Iași (2010), Doctor Honoris Causa al Universității Pedagogice "Ion Creangă" (2014), Laureat al Premiului „A. D. Xenopol” al Academiei Române (2009), Laureat al Premiului Național al Republicii Mnoldova (2017), viceministru al culturii Republicii Moldova (2009-2017), autor a peste 300 de lucrări științifice, metodice și de publicistică,  distins cu Ordinul de Onoare al Republicii Moldova (2014), medaliile „Meritul Civic” (2004) și “Mihai Eminescu” (2007).

## Studii
Studii medii în s. Mereni, raionul Anenii-Noi (1961-1971), studii superioare la facultatea de Istorie a Universității de Stat din Moldova (1971-1976), studii doctorale la catedra de Arheologie a Universității de Stat “Mihail Lomonosov” din Moscova (1979-1983), studii postdoctorale la Universitatea de Stat din Moldova (2005-2006), cursuri de reciclare/documentare la  Universitatea de Stat “Mihail Lomonosov” din Moscova (1983),  Institutul de Arheologie al Academiei de Științe a URSS, Moscova (1986-1987), Departamentul Arheologie al Universității din Cairo, Egipt (2005) și Departamentul Istorie al Universității din Avignon, Franța (2005).

## Experiență profesională
Ministerul Culturii al Republicii Moldova: viceministru (2009-2017); Ministerul Educației, Culturii și Cercetării: șef cabinet ministru (2017-2019); Universitatea Liberă Internațională din Moldova: vicerector studii (1995-1998), vicerector știință (1998-2004, 2008-2009), director al Institutului de Istorie și Științe Politice (2005-2009), șef de catedră (2007-2010); Rezervația cultural-naturală Orheiul Vechi: șef al șantierului arheologic, coordonator proiecte științifice, culturale, educaționale (1996-2009); Universitatea Pedagogică de Stat “Ion Creangă“ din Chișinău: lector superior (1985-1988), prodecan facultatea Istorie și Etnopedagogie (1988-1991), șef catedră (1989-1991), conferențiar (1992-1996), profesor universitar (2007-2008), cecetător științific principal (2020-2023); Institutul Român de Tracologie (București): cercetător științific principal II (1998-2003); Academia de Științe a Moldovei: cercetător științific inferior (1976-1978), director-adjunct al Institutului de Arheologie și Istorie Veche (1991-1995); Universitatea de Stat din Moldova: lector-asistent facultatea Istorie (1978-1985); profesor universitar (2007-2018); conducător de doctorat la Școala Doctorală (2018-prezent); cercetător științific principal al Institutului de Istorie (2020-prezent); AO Centrul de Cercetări Arheologice din Republica Moldova: fondator și director (1997-2010, 2020-2024); Muzeul Național de Istorie a Moldovei: șef al Secției Istorie, Arheologie și Muzeologie, cercetător științific principal (2022-prezent).